# Betsileo
Betsileo är en folkgrupp i de centrala delarna av Madagaskar, kring staden Fianarantsoa. De uppgår till mellan 1,4 och 2,4 miljoner personer. Deras traditionella huvudnäring är jordbruk, och de odlar bland annat ris, majs och bananer. De har även en del djurhushållning. Majoriteten är kristna. Ett av deras traditionella hantverk är ett mycket utvecklat träsnideri. De talar malagassiska.